# Emil Hermann Hartwich
Emil Hermann Hartwich, född 13 juli 1801 i Bensdorf, Brandenburg, död 17 mars 1879 i Berlin, var en tysk järnvägsingenjör. 
Efter gymnasiestudier i Brandenburg verkade Hartwich i åtskilliga år vid olika vattenbyggnadsarbeten, först i Schlesien, senare i Danzig, där han bland annat färdigställde pirerna i Neufahrwasser och de med genombrytningen av Weichsel till Östersjön vid Neufähr förbundna arbetena, företog han 1841 en resa i Belgien, Nederländerna, Storbritannien och Österrike, varefter han 1845 övertog byggandet av järnvägen Stargard–Posen. År 1849 anställdes han under handelsministeriet och ägnade sig på denna post främst åt järnvägsväsendet; 1855 utnämndes han till Geheime Oberbaurat och var president för klassen för transportväsende på världsutställningen 1855 i Paris. 
År 1856 lämnade Hartwich statens tjänst och övertog ledningen av Rheinische Eisenbahn-Gesellschafts nybyggnationer, en befattning i vilken han utvecklade en omfattande och på flera områden banbrytande verksamhet. Av hans mest betydande arbeten kan nämnas anläggningen av färjorna över Rhen vid Rheinhausen, Griethausen och Bonn och bågbron över Rhen vid Koblenz, som var en av de första broarna av denna typ och tjänade som förebild för åtskilliga senare. Vidare införde han ett centralspårväxelsystem på de rhenländska järnvägarna och konstruerade en överbyggnad helt av järn (skena och långsliper i ett stycke). 
År 1870 inträdde Hartwich åter i statens tjänst som verkligt Geheime Oberregierungsrat, och 1872 övertog han ledningen av Deutsche Eisenbahnbaugesellschaft, men drog sig tillbaka, varefter bolaget snart upplöstes. Av hans icke få skrifter kan nämnas Die Erweiterungsbauten der Rheinischen Eisenbahn (1864–67); dessutom behandlade han i skrifter eller tidskriftsartiklar en mängd viktiga frågor på järnvägsväsendets område.